# Sphaerodoropsis katchemakensis
Sphaerodoropsis katchemakensis är en ringmaskart som beskrevs av Kudenov 1987. Sphaerodoropsis katchemakensis ingår i släktet Sphaerodoropsis och familjen Sphaerodoridae. Inga underarter finns listade i Catalogue of Life.